# 道の駅にしね
道の駅にしね（みちのえき にしね）は、岩手県八幡平市大更にある国道282号の道の駅である。愛称は岩手山・熔岩流の里。
産直コーナーでは八幡平市内で採れた新鮮産直品を販売。レストランでは、この産直品をベースにしたオリジナルメニューを提供しており、2006年（平成18年）1月には「岩手地産地消レストラン」の認定を受けた。産直まつりが5月・8月・10月に行われている。

## 沿革
- 1996年（平成8年）4月16日 - 岩手郡西根町に道の駅として登録。
- 2008年（平成20年）
  - 3月 - 2005年の市町村合併に伴い、道の駅の運営会社「八幡平市産業振興株式会社」が新たに発足し事業を引き継ぐ[1]。
  - 4月26日 - リニューアルオープン[1]。

## 施設
- 駐車場
  - 普通車：28台
  - 大型車：8台
  - 身障者用：1台

※ このほか第2駐車場あり
- トイレ（いずれも24時間利用可能、オストメイト対応トイレ設置男女各1台）
  - 男：大 3器、小 4器
  - 女：5器
  - 身障者用：1器
- 公衆電話：1台
- 生産物直売所
  - 農畜産物
  - 特産品
  - 食堂「赤松どおりふれあい館」
- 観光案内板
- 緑地
- 遊歩道
- 自販機コーナー

## 休館日
- 12月31日 - 1月1日

## アクセス
- 国道282号 - 登録路線
  - 西根IC 東北自動車道（国道282号を北へ1 km）
- 岩手県北バス経路番号:Aの路線に乗車、「道の駅にしね」バス停下車。